# Skikda (província)

Skikda é uma província da Argélia com 898.680 habitantes (Censo 2008).